# Schmiedeknechtia brevicornis
Schmiedeknechtia brevicornis är en biart som beskrevs av Schwarz 1993. Schmiedeknechtia brevicornis ingår i släktet Schmiedeknechtia och familjen långtungebin. Inga underarter finns listade i Catalogue of Life.